# インフォーマルセクター
インフォーマルセクター（英語: informal sector）とは、経済学用語の一つで経済活動が行われている場合に、その経済活動が行政の指導の下で行われておらず、国家の統計や記録に含まれていないようなものをいう。これは発展途上国においての経済活動で多く見られる形式であり、貧民とされる者によって行われている。

## 概説
農村に住んでいた者が職を求めて都市部に移住した場合に、インフォーマルセクターという形式で働き生計を立てている場合が多い。インフォーマルセクターとされるような仕事は、店舗を持たずに路上で商売を行ったり、行商を行ったり、再生資源となるようなゴミを集めるなどといった形であり、従事している者はこれらで生活のための収入を稼いでいる。

### 例
- 靴磨き